# Apopestes indica
Apopestes indica är en fjärilsart som beskrevs av Moore 1883. Apopestes indica ingår i släktet Apopestes och familjen nattflyn. Inga underarter finns listade i Catalogue of Life.